# Galeus schultzi
Galeus schultzi är en hajart som beskrevs av Springer 1979. Galeus schultzi ingår i släktet Galeus och familjen rödhajar. IUCN kategoriserar arten globalt som otillräckligt studerad. Inga underarter finns listade i Catalogue of Life.